# Triangolo di Penrose

Il triangolo di Penrose

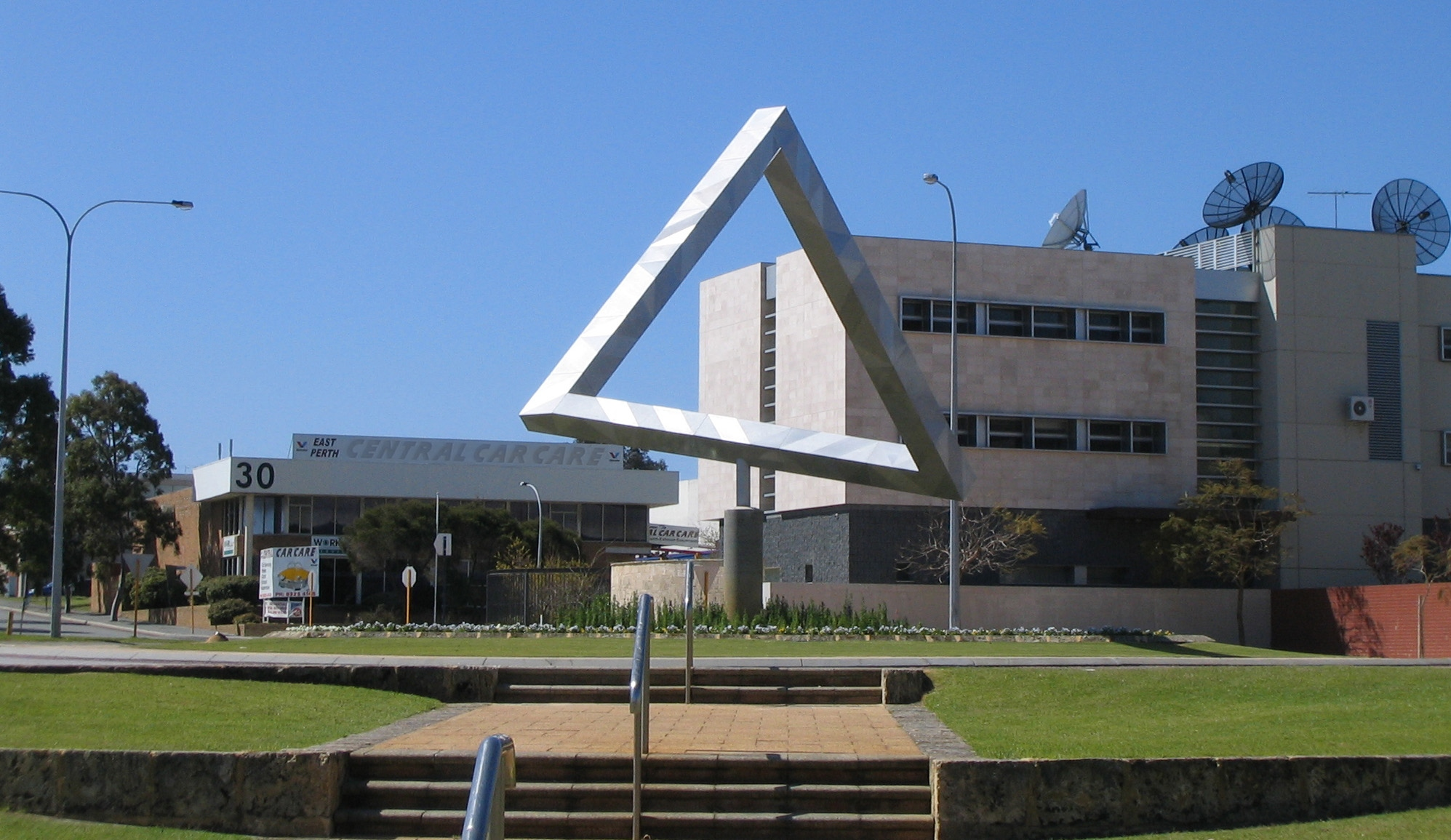
Scultura del triangolo impossibile, East Perth, Australia. La struttura in effetti non è composta di un pezzo solo, ed è stata fotografata da uno dei due punti dai quali è stata progettata per dar luogo all'effetto.

Il triangolo di Penrose o triangolo impossibile è un oggetto impossibile, ovvero può esistere solamente come rappresentazione e non può essere costruito nello spazio, poiché presenta una sovrapposizione impossibile di linee con differenti costruzioni prospettiche. Appare come un solido costituito da tre prismi a base quadra uniti tra loro con tre angoli retti a formare un triangolo.
Le prime due viste parziali del triangolo di Penrose sono percepibili individualmente, mentre il triangolo risultante rappresenta una figura impossibile.

## Origine
Fu creato dall'artista svedese Oscar Reutersvärd (1915-2002) nel 1934 e indipendentemente inventato e reso popolare dal matematico Roger Penrose in un articolo del febbraio 1958, dove lo descriveva come l'impossibile nella sua forma pura.
Il triangolo di Penrose influenzò l'artista olandese M. C. Escher, nelle cui opere apparve l'interesse per gli oggetti impossibili. In particolare nelle litografie Ascending and Discending ("Salita e discesa", 1960) e soprattutto Waterfall ("La cascata", 1961) dove è rappresentato un corso d'acqua a zigzag che fa parte di due triangoli di Penrose allungati, tali che la parte finale del canale sia posta ad una quota più alta dell'inizio e si formi una cascata in grado di azionare una ruota idraulica. Escher ha ironicamente fatto notare che occorre aggiungere periodicamente acqua per compensare l'evaporazione!
Il concetto alla base del triangolo di Penrose può essere esteso a poligoni con più lati, come il quadrato di Penrose, ma l'effetto è meno spettacolare. Un esempio è il logo della Renault.
È possibile costruire nella realtà un oggetto che sembri un triangolo di Penrose. Questo oggetto deve avere una curvatura oppure essere aperto, e l'illusione ottica di un triangolo chiuso si ha solo guardandolo da un preciso punto di vista.

## Formazione del triangolo di Penrose da figure parziali

Formazione del triangolo di Penrose (a destra) da due figure parziali reali percettibili

Se si sposta la parte sinistra della figura parallelamente alla destra finché il suo bordo orizzontale superiore non coincide con il bordo orizzontale superiore della parte centrale della figura, si crea il triangolo di Penrose (a destra) sovrapponendo le due parti.

## Influenza culturale
- Compare sulla copertina dell'edizione italiana del libro L'illusione di Dio di Richard Dawkins, a significare, secondo l'opinione dell'autore, che Dio sia solo un'illusione popolare anche se di esso si può discutere e si può credere alla sua esistenza.
- Compare inoltre sulla copertina dell'edizione italiana del libro Gödel, Escher, Bach - Un'eterna ghirlanda brillante di Douglas Hofstadter
- Compare sulla copertina dell'edizione italiana del libro Elogio delle matematiche di Alain Badiou.